# Івано-Федорівка
Іва́но-Фе́дорівка —  село в Україні, у Мостівській сільській громаді Вознесенського району Миколаївської області. Населення становить 111 осіб. До 2016 року орган місцевого самоврядування — Олександрівська сільська рада.